# I Got Stripes
I Got Stripes är en låt skriven och framförd av Johnny Cash, och släppt på singel 1959.

## Om låten
Låten handlar om en man som blir arresterad och satt i fängelse. Det blir rättegång, och mannen anses vara skyldig till ett brott. Därefter återförs han till fängelset, och hans mor kommer på besök. Dagen därpå ertappas mannen med en fil och hamnar i isoleringscell, där han får leva på bröd och vatten.
Man får aldrig veta vilket brott mannen gjort sig skyldig till.

## Coverversioner
- I filmen Walk the Line får man höra skådespelaren Joaquin Phoenix framföra låten.
- Poeten, rapparen och trubaduren Kung Henry har tolkat låten på svenska, då med titeln Ränder på min skjorta.

### Fotnoter
1. ↑  ”Johnny Cash”. http://www.johnnycash.com/discography/i-got-stripes-five-feet-high-and-rising. Läst 30 april 2011.